# Convolvulus schulzei
Convolvulus schulzei är en vindeväxtart som beskrevs av O'donell. Convolvulus schulzei ingår i släktet vindor, och familjen vindeväxter. Inga underarter finns listade i Catalogue of Life.